# O嬢の物語・第二章
O嬢の物語・第二章（Histoire d'O: ChapitreII英題:Story of O, Part2）は1984年のフランス映画。
エロティック映画の「O嬢の物語」の続編だが、スタッフ・キャストを一新し、前作の数年後を描いているものの原作にはないオリジナル・ストーリーで、登場人物を借りた番外編に近い内容となっている。

## あらすじ
10年以上の月日が流れOも35歳になっていた。今では館の女主人でもあり、かつて自分が館の主に調教されていたように、Oは純真なある少女にも調教を施そうとする。またその父親をも罠に嵌めようとする。

## スタッフ
- 製作・監督・脚本：エリック・ローシャ

- 撮影：アンドレ・ベラングェ
- 音楽：スタンリー・マイヤーズ

## キャスト
- サンドラ・ウェイ
- マニュエル・ド・ブラ
- ローザ・ヴァレッティ
- キャロル・ジェームズ